# Список персонажей и понятий «Откровения Иоанна Богослова»
В список включены имена собственные, персонажи, самостоятельные богословские и иконографические понятия, фигурирующие в книге «Откровение Иоанна Богослова». В скобках указана глава.

## Числа
- Сто сорок четыре тысячи праведников (7)

### 4 (четыре)
- Четыре ангела-губителя (9)
- Четыре апокалиптических существа (тетраморф) (4)
- Четыре всадника Апокалипсиса (6)

### 7 (семь)
- Семь ангелов-мстителей (15)
- Семь ангелов присутствия (8)
- Семь духов перед Престолом (1)
- Семь печатей Апокалипсиса (6)
- Семь последних язв (15)
- Семь труб Апокалипсиса (8)
- Семь церквей Асии (Ефес, Смирна, Пергам, Фиатира, Сардис, Филадельфия, Лаодикия) (1)
- Семь чаш гнева Божьего (15)

## Алфавит
| # А Б В Г Д Е Ё Ж З И К Л М Н О П Р С Т У Ф Х Ц Ч Ш Щ Э Ю Я |

### А
- Аваддон (Аполлион) (9)
- Агнец Божий (5)
- Ад (Гадес) (6)
- Альфа и Омега (1)
- Ангел сильный (10)
- Антипа (2)
- Армагеддон  (16)

### Б
- Бездна (9)
- Блудница вавилонская  (17)
- Бог (1)

### В
- Вавилон великий (14)
- Валаам (2)
- Валак (2)
- Видение Сына Человеческого (Видение семи светильников) (1)
- Вино блуда (14)
- Вино ярости Божией (14)
- Виссон (18)
- Война на небе (12)
- Время, времена и полувремени (11)

### Г
- Гог и Магог (20)

### Д
- Два свидетеля Божиих (Илия и Енох/Моисей) (11)
- Двенадцать колен Израилевых (7)
- День гнева (Dies Irae) (6)
- Древо жизни (22)

### Е
- Евфрат  (9, 16)

### Ж
- Жатва (14)
- Жена, облеченная в солнце (12)

### З
- Звезда Полынь (8)
- Звери Апокалипсиса:
  - Зверь багряный  (17)
  - Зверь из Бездны (11)
  - Зверь из земли (Лжепророк) (13)
  - Зверь из моря (13)

### И
- Иезавель (2)
- Иисус Христос (1)
- Иоанн (Патмосский) (1)

### К
- Кладезь Бездны (9)
- Ключ Давидов (3)
- Книга жизни (3)
- Книга за семью печатями (5)
- Ковчег Завета (11)
- Корень Давидов (5)
- Красный дракон (12)

### Л
- Лев Иуды (5)

### М
- Михаил (архангел) (12)
- Младенец (12)

### Н
- Небесный Иерусалим (21)
- Николаиты (2)
- Ни холоден, ни горяч (3)
- Новая песнь (14)
- Невеста Агнца (19)

### П
- Пантократор (Вседержитель) (1)
- Патмос (1)
- Печать Антихриста (13)
- Печать Бога (7)
- Подир (1)
- Поклонение Агнцу (5)
- Престол (4)

### Р
- Река жизни (22)

### С
- Саранча Апокалипсиса (9)
- Се, стою у двери и стучу (3)
- Сидящий на белом коне (19)
- Сион (14)
- Старцы Апокалипсиса (4)
- Стеклянное море (4)
- Страшный суд (20)

### Т
- Точило гнева Божия (14)
- Тысячелетнее царство (20)

### Х
- Халколиван (1)
- Хиникс (6)
- Храм Божий (11)
- Христос во Славе (Maiestas Domini) (4)

### Ч
- Чаша гнева Божия (14)
- Число зверя (13)

### Ц
- Цари Апокалипсиса (16)